# Clonakilty
Clonakilty (Irsk: Cloich na Coillte) er en irsk by i County Cork i provinsen Munster, i den sydlige del af Republikken Irland med en befolkning (inkl. opland) på 4.154 indb i 2006 (3.698 i 2002).